# Poésie française
La poésie française est l'ensemble de la poésie écrite en langue française par des auteurs de nationalité française.

## Histoire
La poésie française constitue une partie importante de la littérature française depuis les origines de la langue à l’époque carolingienne jusqu’à aujourd’hui. L’histoire littéraire, toujours en évolution, suit par commodité la succession des siècles et retient plus particulièrement certains courants artistiques et certains créateurs aux œuvres marquantes, mais les poètes ont été nombreux à toutes les époques.